# Замок Олдерфліт

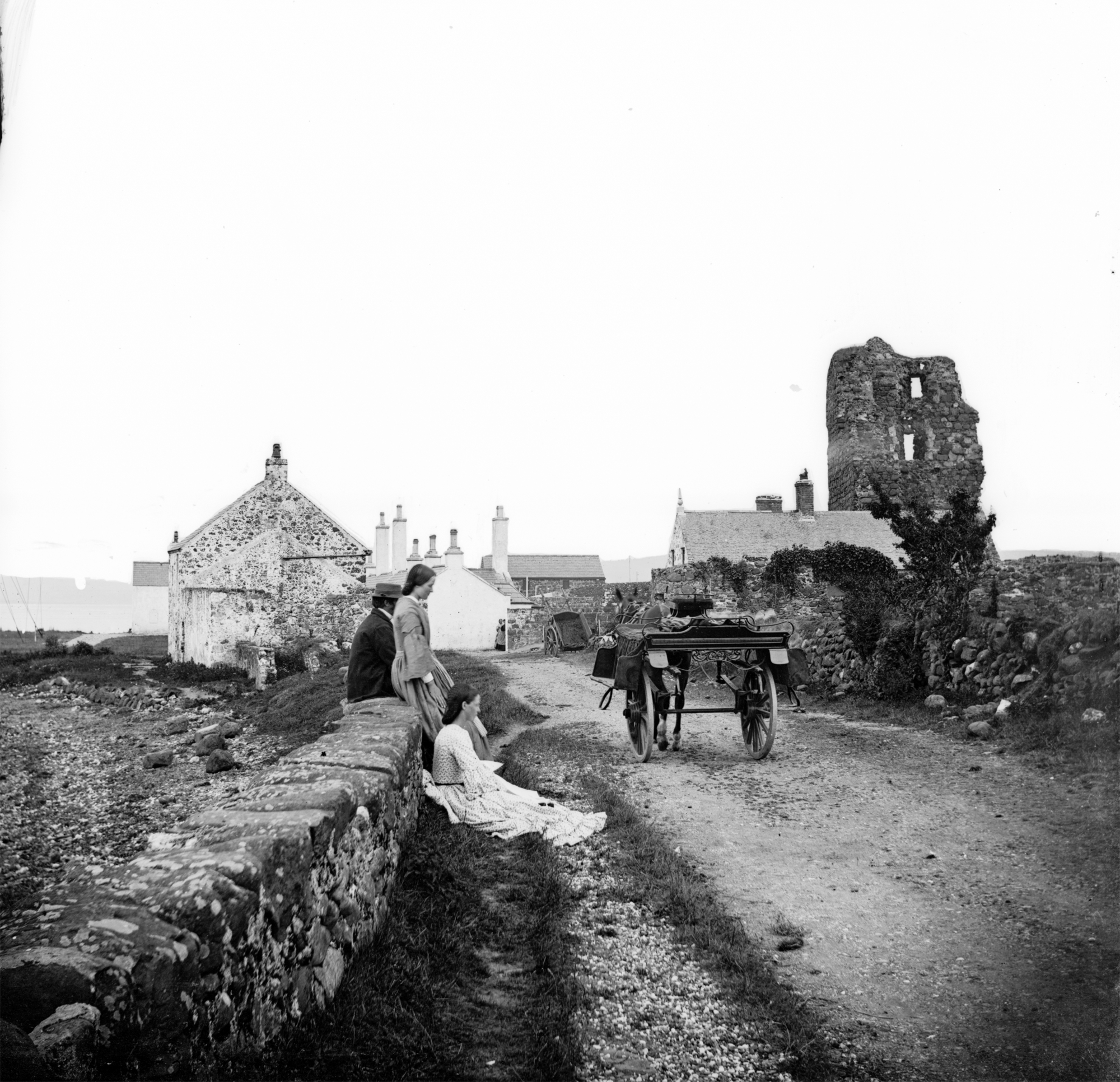
Руїни замку Олдерфліт. Фото 1860 року.

Замок Олдерфліт (англ. Olderfleet Castle) — один із замків Ірландії, розташований у графстві Антрім, Північна Ірландія. Замок є чотириповерховою вежею, руїни якої стоять на землі Карран Пойнт на південь від Ларну. Назва Олдервліт є перекрученою на англійський кшталт назвою Улфрексфьорд (норв. Ulfrecksfiord) або Улфрідфьорд — цю назву дали цій місцевості вікінги. Нині це пам'ятка старовини і охороняється державою.

## Історія замку Олдерфліт
Замок був побудований ірландською родиною Біссетт Гленарм близько 1250 року на місці більш давнього замку, що називався замок Курран. Потім замок був перебудований у 1500 році. На карті 1610 року замок називався Корайн.
У 1315 році Едвард Брюс — верховний король Ірландії висадився тут з армією чисельністю 6 000 воїнів і почав похід з метою визволення Ірландії від влади Англії. Його вітали володарі замку — родина Біссетт. Королева Єлизавета I вважала, що цей замок має стратегічне значення, тому віддала наказ захопити і утримувати замок серу Мойсесу Хіллу у 1569 році. У 1597 році замок був захоплений кланом МакДоннелл. У 1598 році він був демонтований.
Нинішній замок Олдерфліт був побудований близько 1612 року. У 1621 році він був дарований серу Артуру Чічестеру і залишався у власності родини Чічестер до XIX століття. У 1823 році замок орендував Вільям Агню. Потім, у 1865 році замок купив Джеймс Чайн. Потім замок був закинутий, у 1938 році держава взяла руїни під охорону.
Від замку лишилася чотириповерхова квадратна вежа з бійницями і підвалом. Стіни завтовшки понад 1 м.